# Sadašnjost
Sadašnjost označava neodređeno razdoblje između proteklog vremena (prošlosti) i budućnosti. Kao sinonimi se rabe pojmovi danas i sada. 